# Saint-Loup-de-Naud
Saint-Loup-de-Naud es una comuna francesa situada en el departamento de Sena y Marne, en la región de Isla de Francia.

## Demografía
| 778 | 721 | 670 | 669 | 806 | 855 | 871 |
| Para los censos de 1962 a 1999 la población legal corresponde a la población sin duplicidades (Fuente: INSEE [Consultar]) |     |     |     |     |     |     |